# Blue Öyster Cult/Diskografie
Diese Diskografie ist eine Übersicht über die musikalischen Werke der US-amerikanischen Rockband Blue Öyster Cult. Den Schallplattenauszeichnungen zufolge verkaufte sie bisher mehr als 13,7 Millionen Tonträger, davon alleine in ihrer Heimat über 13 Millionen. Ihre erfolgreichste Veröffentlichung ist die Single (Don’t Fear) The Reaper mit über 6,3 Millionen verkauften Einheiten.

## Alben

### Studioalben
| Jahr | Titel Musiklabel                               | Höchstplatzierung, Gesamtwochen, AuszeichnungChartplatzierungen (Jahr, Titel, Musiklabel, Platzierungen, Wochen, Auszeichnungen, Anmerkungen) | Höchstplatzierung, Gesamtwochen, AuszeichnungChartplatzierungen (Jahr, Titel, Musiklabel, Platzierungen, Wochen, Auszeichnungen, Anmerkungen) | Höchstplatzierung, Gesamtwochen, AuszeichnungChartplatzierungen (Jahr, Titel, Musiklabel, Platzierungen, Wochen, Auszeichnungen, Anmerkungen) | Höchstplatzierung, Gesamtwochen, AuszeichnungChartplatzierungen (Jahr, Titel, Musiklabel, Platzierungen, Wochen, Auszeichnungen, Anmerkungen) | Anmerkungen                             |
| Jahr | Titel Musiklabel                               | DE | CH | UK | US | Anmerkungen                             |
| ---- | ---------------------------------------------- | --- | --- | --- | --- | --------------------------------------- |
| 1972 | Blue Öyster Cult Columbia                      | — | — | — | US172 (8 Wo.)US | Erstveröffentlichung: 16. Januar 1972   |
| 1973 | Tyranny and Mutation Columbia                  | — | — | — | US122 (13 Wo.)US | Erstveröffentlichung: 11. Februar 1973  |
| 1974 | Secret Treaties Columbia                       | — | — | — | US53 Gold · (14 Wo.)US | Erstveröffentlichung: 5. April 1974     |
| 1976 | Agents of Fortune Columbia                     | — | — | UK26 (10 Wo.)UK | US29 Platin · (35 Wo.)US | Erstveröffentlichung: 21. Mai 1976      |
| 1977 | Spectres Columbia                              | — | — | UK60 (1 Wo.)UK | US43 Gold · (14 Wo.)US | Erstveröffentlichung: 10. November 1977 |
| 1979 | Mirrors Columbia                               | — | — | UK46 (5 Wo.)UK | US44 (17 Wo.)US | Erstveröffentlichung: 19. Juni 1979     |
| 1980 | Cultösaurus Erectus Columbia                   | — | — | UK12 (7 Wo.)UK | US34 (16 Wo.)US | Erstveröffentlichung: 14. Juni 1980     |
| 1981 | Fire of Unknown Origin Columbia                | — | — | UK29 (7 Wo.)UK | US24 Gold · (31 Wo.)US | Erstveröffentlichung: 14. Juni 1981     |
| 1983 | The Revölution by Night Columbia               | — | — | UK95 (1 Wo.)UK | US93 (16 Wo.)US | Erstveröffentlichung: 8. November 1983  |
| 1985 | Club Ninja Columbia                            | — | — | — | US63 (14 Wo.)US | Erstveröffentlichung: 10. Dezember 1986 |
| 1988 | Imaginos Columbia / Sony                       | — | — | — | US122 (8 Wo.)US | Erstveröffentlichung: 15. Juli 1988     |
| 1994 | Cult Classic SPV                               | — | — | — | — | Erstveröffentlichung: 10. Juni 1994     |
| 1998 | Heaven Forbid CMC                              | — | — | — | — | Erstveröffentlichung: 24. März 1998     |
| 2001 | The Curse of the Hidden Mirror CMC / Sanctuary | — | — | — | — | Erstveröffentlichung: 5. Juni 2001      |
| 2020 | The Symbol Remains Frontiers                   | DE39 (2 Wo.)DE | — | — | US192 (1 Wo.)US | Erstveröffentlichung: 9. Oktober 2020   |
| 2024 | Ghost Stories Frontiers                        | DE94 (1 Wo.)DE | CH36 (1 Wo.)CH | — | — | Erstveröffentlichung: 12. April 2024    |

grau schraffiert: keine Chartdaten aus diesem Jahr verfügbar

### Livealben
| Jahr | Titel Musiklabel                                                    | Höchstplatzierung, Gesamtwochen, AuszeichnungChartplatzierungen (Jahr, Titel, Musiklabel, Platzierungen, Wochen, Auszeichnungen, Anmerkungen) | Höchstplatzierung, Gesamtwochen, AuszeichnungChartplatzierungen (Jahr, Titel, Musiklabel, Platzierungen, Wochen, Auszeichnungen, Anmerkungen) | Höchstplatzierung, Gesamtwochen, AuszeichnungChartplatzierungen (Jahr, Titel, Musiklabel, Platzierungen, Wochen, Auszeichnungen, Anmerkungen) | Höchstplatzierung, Gesamtwochen, AuszeichnungChartplatzierungen (Jahr, Titel, Musiklabel, Platzierungen, Wochen, Auszeichnungen, Anmerkungen) | Anmerkungen                              |
| Jahr | Titel Musiklabel                                                    | DE | CH | UK | US | Anmerkungen                              |
| ---- | ------------------------------------------------------------------- | --- | --- | --- | --- | ---------------------------------------- |
| 1975 | On Your Feet or on Your Knees Columbia                              | — | — | — | US22 Gold · (13 Wo.)US | Erstveröffentlichung: 27. Februar 1975   |
| 1978 | Some Enchanted Evening Columbia                                     | — | — | UK18 (4 Wo.)UK | US44 Platin · (12 Wo.)US | Erstveröffentlichung: September 1978     |
| 1982 | Extraterrestrial Live Columbia                                      | — | — | UK39 (5 Wo.)UK | US29 (19 Wo.)US | Erstveröffentlichung: April 1982         |
| 1991 | Live 1976 Castle                                                    | — | — | — | — | Erstveröffentlichung: 1991               |
| 2002 | A Long Day’s Night Sanctuary                                        | — | — | — | — | Erstveröffentlichung: 24. September 2002 |
| 2020 | Hard Rock Live Cleveland 2014 Frontiers Records                     | DE79 (1 Wo.)DE | CH98 (1 Wo.)CH | — | — | Erstveröffentlichung: 24. Januar 2020    |
| 2020 | 40th Anniversary – Agents of Fortunes – Live 2016 Frontiers Records | — | — | — | — | Erstveröffentlichung: 6. März 2020       |
| 2020 | 45th Anniversary – Live in London Frontiers Records                 | DE89 (1 Wo.)DE | — | — | — | Erstveröffentlichung: 7. August 2020     |
| 2023 | 50th Anniversary – Live in NYC – First Night Frontiers Records      | — | — | — | — | Erstveröffentlichung: 8. Dezember 2023   |
| 2024 | 50th Anniversary – Live in NYC – Second Night Frontiers Records     | — | CH63 (1 Wo.)CH | — | — | Erstveröffentlichung: 9. August 2024     |
| 2024 | 50th Anniversary – Live in NYC – Third Night Frontiers Records      | — | — | — | — | Erstveröffentlichung: 13. Dezember 2024  |

grau schraffiert: keine Chartdaten aus diesem Jahr verfügbar

### Kompilationen
- 1990: Career of Evil: The Metal Years (Columbia/CBS)
- 1990: On Flame with Rock and Roll (CBS)
- 1995: Workshop of the Telescopes
- 1998: Super Hits (Legacy/Columbia)
- 2000: Don’t Fear the Reaper: The Best of Blue Öyster Cult (Legacy/Columbia)
- 2001: St. Cecilia: The Elektra Recordings (Elektra)
- 2003: Then and Now (CMC International)
- 2003: The Essential Blue Öyster Cult (Sony)
- 2003: Are You Ready to Rock? (Sony)
- 2004: Shooting Shark – The Best of Blue Öyster Cult (Sony)
- 2004: Extended Versions: The Encore Collection (BMG)
- 2005: The Singles Collection (BMG/Columbia)
- 2006: Collections (BMG)
- 2006: The Best Of (Direct Source)
- 2007: Alive in America Pt. 1 (Rrdeg)
- 2008: Greatest Hits (BMG)
- 2010: The Cöllection (Camden)
- 2010: Playlist: The Very Best of Blue Öyster Cult (Columbia/Legacy)
- 2010: Setlist: The Very Best of Blue Öyster Cult Live (Columbia/Legacy)
- 2017: Rarities Vol. 1 (Columbia)
- 2017: Rarities Vol. 2 (Columbia)

### Soundtracks
- 1992: Bad Channels (Moonstone/Angel Air/HiQ; deutscher Filmtitel: Cosmo)

## Singles
| Jahr | Titel Album                               | Höchstplatzierung, Gesamtwochen, AuszeichnungChartplatzierungen (Jahr, Titel, Album, Platzierungen, Wochen, Auszeichnungen, Anmerkungen) | Höchstplatzierung, Gesamtwochen, AuszeichnungChartplatzierungen (Jahr, Titel, Album, Platzierungen, Wochen, Auszeichnungen, Anmerkungen) | Höchstplatzierung, Gesamtwochen, AuszeichnungChartplatzierungen (Jahr, Titel, Album, Platzierungen, Wochen, Auszeichnungen, Anmerkungen) | Höchstplatzierung, Gesamtwochen, AuszeichnungChartplatzierungen (Jahr, Titel, Album, Platzierungen, Wochen, Auszeichnungen, Anmerkungen) | Anmerkungen                         |
| Jahr | Titel Album                               | DE | CH | UK | US | Anmerkungen                         |
| ---- | ----------------------------------------- | --- | --- | --- | --- | ----------------------------------- |
| 1976 | (Don’t Fear) The Reaper Agents of Fortune | — | — | UK16 Platin · (14 Wo.)UK | US12 ×6Sechsfachplatin · (20 Wo.)US | Erstveröffentlichung: Juli 1976     |
| 1979 | In Thee Mirrors                           | — | — | — | US74 (4 Wo.)US | Erstveröffentlichung: August 1979   |
| 1981 | Burnin’ for You Fire of Unknown Origin    | — | — | — | US40 ×2Doppelplatin · (14 Wo.)US | Erstveröffentlichung: Juli 1981     |
| 1983 | Shooting Shark –                          | — | — | UK97 (1 Wo.)UK | US83 (3 Wo.)US | Erstveröffentlichung: Dezember 1983 |

Weitere Singles
- 1972: Cities on Flame with Rock and Roll
- 1973: Hot Rails to Hell
- 1974: Career of Evil
- 1974: Flaming Telepaths
- 1975: Born to Be Wild
- 1975: Then Came the Last Days of May
- 1976: This Ain’t the Summer of Love
- 1976: Sinful Love
- 1977: I Love the Night
- 1977: Godzilla (US: Platin)
- 1977: Goin’ Through the Motions
- 1978: We Gotta Get Out of This Place
- 1979: Mirrors
- 1979: You’re Not the One (I Was Looking For)
- 1980: Fallen Angel
- 1980: The Marshall Plan
- 1980: Deadline
- 1982: Roadhouse Blues
- 1983: Take Me Away
- 1985: Perfect Water
- 1985: White Flags
- 1986: Dancin’ in the Ruins
- 1988: Astronomy
- 1988: In the Presence of Another World

## Boxsets
| Jahr | Titel Musiklabel                               | Höchstplatzierung, Gesamtwochen, AuszeichnungChartplatzierungen (Jahr, Titel, Musiklabel, Platzierungen, Wochen, Auszeichnungen, Anmerkungen) | Höchstplatzierung, Gesamtwochen, AuszeichnungChartplatzierungen (Jahr, Titel, Musiklabel, Platzierungen, Wochen, Auszeichnungen, Anmerkungen) | Höchstplatzierung, Gesamtwochen, AuszeichnungChartplatzierungen (Jahr, Titel, Musiklabel, Platzierungen, Wochen, Auszeichnungen, Anmerkungen) | Höchstplatzierung, Gesamtwochen, AuszeichnungChartplatzierungen (Jahr, Titel, Musiklabel, Platzierungen, Wochen, Auszeichnungen, Anmerkungen) | Anmerkungen                            |
| Jahr | Titel Musiklabel                               | DE | CH | UK | US | Anmerkungen                            |
| ---- | ---------------------------------------------- | --- | --- | --- | --- | -------------------------------------- |
| 2012 | The Complete Columbia Albums Collectiön Legacy | DE92 (1 Wo.)DE | — | — | — | Erstveröffentlichung: 30. Oktober 2012 |

## Statistik

### Chartauswertung
|                     | DE    | CH    | UK    | US     |
| ------------------- | ----- | ----- | ----- | ------ |
| Nummer-eins-Alben   | DE—DE | CH—CH | UK—UK | US—US  |
| Top-10-Alben        | DE—DE | CH—CH | UK—UK | US—US  |
| Alben in den Charts | DE4DE | CH3CH | UK8UK | US14US |

|                       | DE    | CH    | UK    | US    |
| --------------------- | ----- | ----- | ----- | ----- |
| Nummer-eins-Singles   | DE—DE | CH—CH | UK—UK | US—US |
| Top-10-Singles        | DE—DE | CH—CH | UK—UK | US—US |
| Singles in den Charts | DE—DE | CH—CH | UK2UK | US4US |

### Auszeichnungen für Musikverkäufe
| Goldene Schallplatte - Kanada - 1977: für das Album Agents of Fortune - 1982: für das Album Fire of Unknown Origin | 2× Platin-Schallplatte - Neuseeland - 2024: für die Single (Don’t Fear) The Reaper |

Anmerkung: Auszeichnungen in Ländern aus den Charttabellen bzw. Chartboxen sind in ebendiesen zu finden.
| Land/RegionAuszeichnungen für Musikverkäufe (Land/Region, Auszeichnungen, Verkäufe, Quellen) | Gold     | Platin       | Verkäufe   | Quellen          |
| -------------------------------------------------------------------------------------------- | -------- | ------------ | ---------- | ---------------- |
| Kanada (MC)                                                                                  | 2× Gold2 | —            | 100.000    | musiccanada.com  |
| Neuseeland (RMNZ)                                                                            | —        | 2× Platin2   | 60.000     | radioscope.co.nz |
| Vereinigte Staaten (RIAA)                                                                    | 4× Gold4 | 11× Platin11 | 13.000.000 | riaa.com         |
| Vereinigtes Königreich (BPI)                                                                 | —        | Platin1      | 600.000    | bpi.co.uk        |
| Insgesamt                                                                                    | 6× Gold6 | 14× Platin14 |            |                  |